# Saint-Juéry (Aveyron)
Pour les articles homonymes, voir Saint-Juéry.
Saint-Juéry est une commune française, située dans le département de l'Aveyron, en région Occitanie.

## Géographie

### Généralités

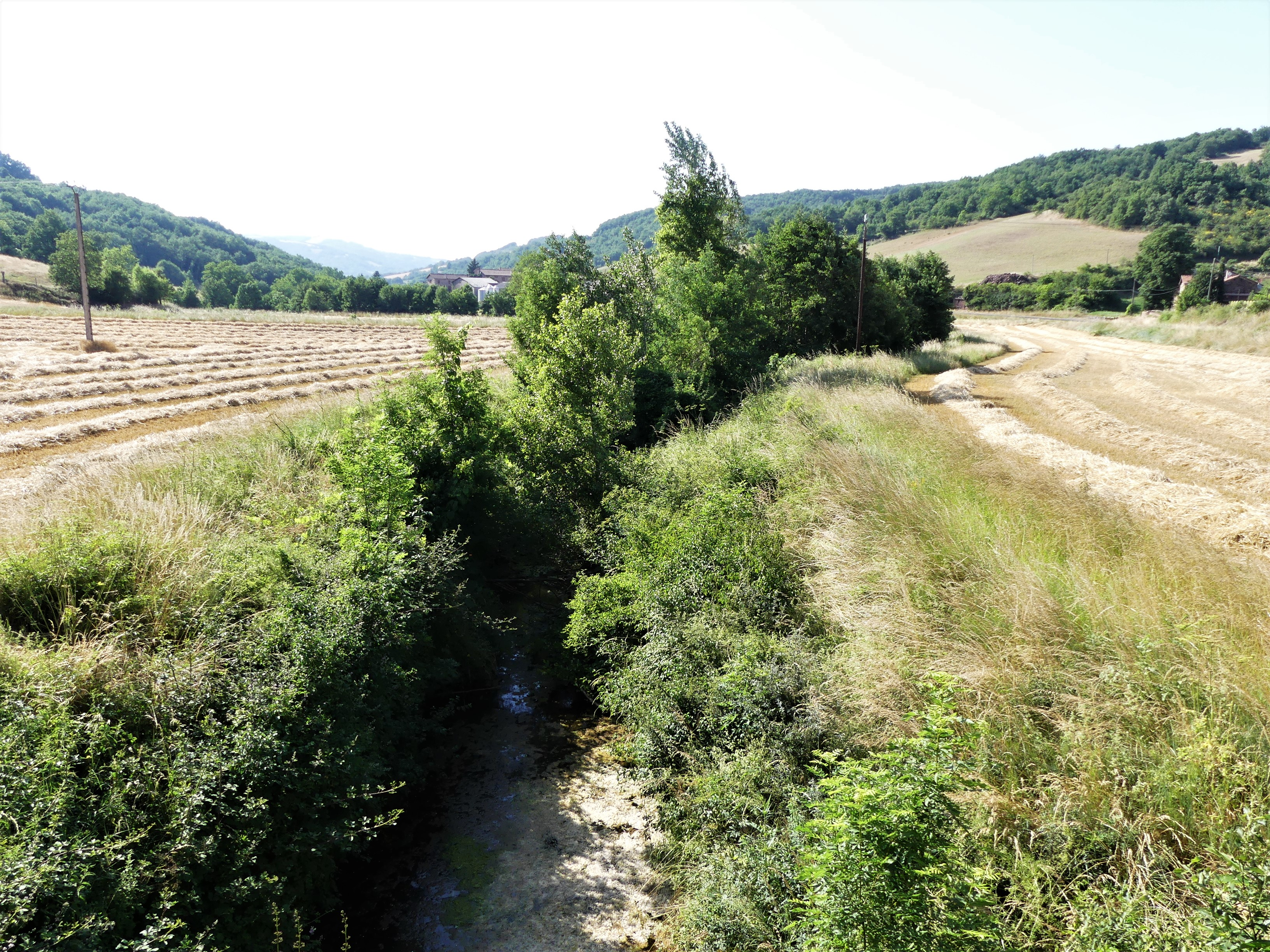
Le Gos (du Tarn) au pont de la Bastende.

Dans la moitié sud du département de l'Aveyron, dans le parc naturel régional des Grands Causses, la commune de Saint-Juéry s'étend sur 29,01 km2. Elle est arrosée par deux cours d'eau portant le même nom, le Gos. À l'est, celui qui est un affluent du Tarn arrose la commune sur six kilomètres et demi dont cinq kilomètres marquent la limite communale, en deux tronçons. L'autre, affluent du Rance et sous-affluent du Tarn, prend sa source sur le territoire communal un kilomètre et demi à l'est-sud-est du bourg de Saint-Juéry.
L'altitude minimale, 289 mètres, se trouve localisée à l'extrême nord, près du lieu-dit Costerasse, là où le Gos du Tarn quitte la commune et entre sur celle de Saint-Izaire. L'altitude maximale avec 637 mètres est située au nord-ouest, près des lieux-dits le Salvage et le Theil.
Traversé par la route départementale (RD) 90, le bourg de Saint-Juéry est situé, en distances orthodromiques, seize kilomètres à l'ouest-sud-ouest de Saint-Affrique.
La commune est également desservie par les RD 150, 501 et 902.

### Communes limitrophes
Saint-Juéry est limitrophe de huit autres communes, dont Montclar au nord-ouest sur 200 mètres.
Les communes limitrophes sont  Calmels-et-le-Viala, Combret, La Serre, Martrin, Montclar, Rebourguil, Saint-Izaire et Vabres-l'Abbaye.
| Montclar | Saint-Izaire | Calmels-et-le-Viala |
| Martrin  | Saint-Juéry  | Vabres-l'Abbaye     |
| La Serre | Combret      | Rebourguil          |

### Hydrographie

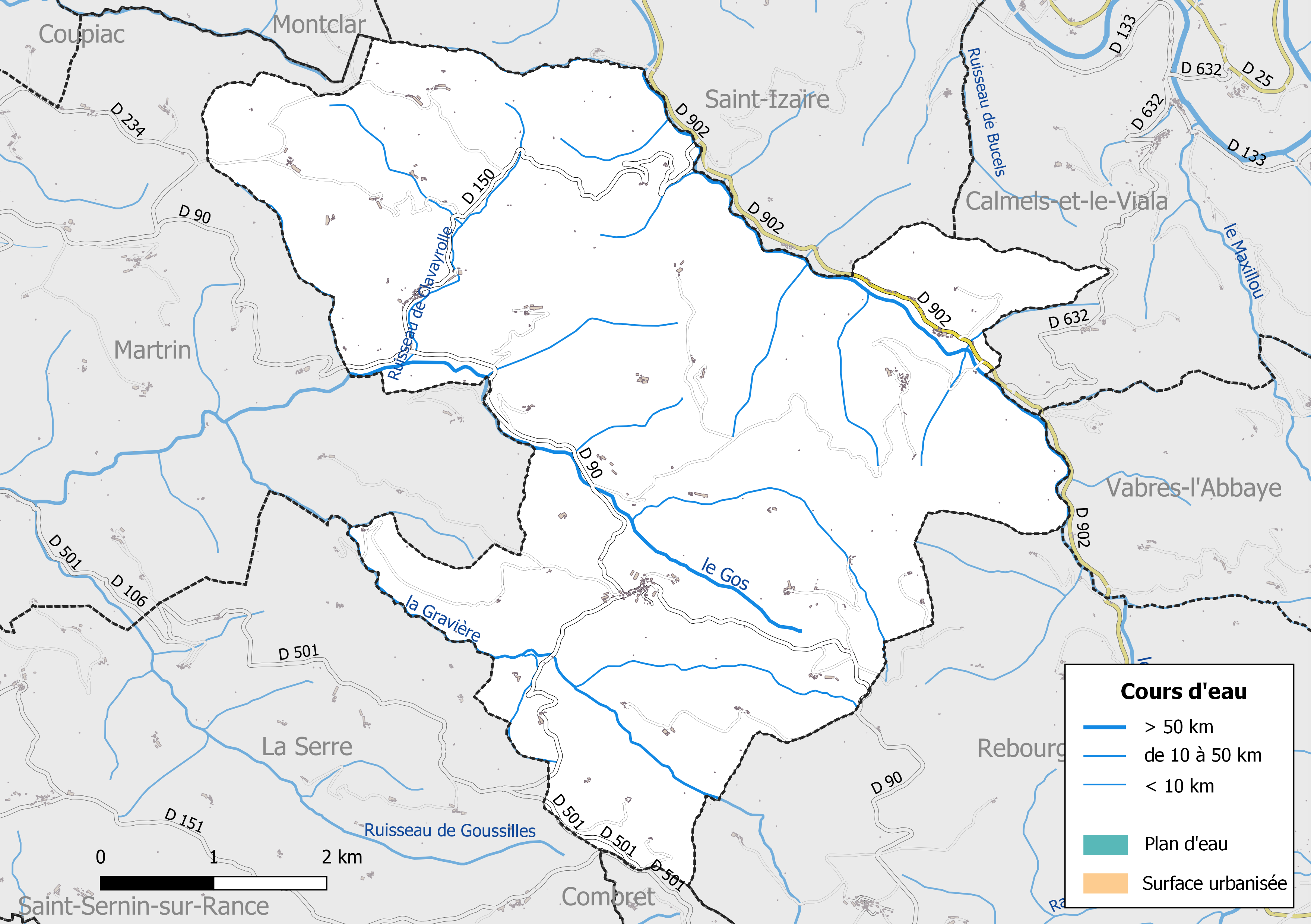
Réseaux hydrographique et routier de Saint-Juéry.

La commune est drainée par deux cours d'eau homonymes : le Gos (affluent du Tarn) et le Gos (affluent du Rance), ainsi que par la Gravière, le ruisseau de Clavayrolle et par divers autres petits cours d'eau.
Le Gos (affluent du Tarn), d'une longueur totale de 19,2 km, prend sa source dans la commune de Rebourguil et se jette  dans le Tarn à Saint-Izaire, après avoir baigné 5 communes.
Le Gos (affluent du Rance), d'une longueur totale de 17 km, prend sa source dans la commune de Saint-Juéry et se jette  dans le Rance à Plaisance, après avoir arrosé 4 communes.

### Climat
Pour des articles plus généraux, voir Climat de l'Occitanie et Climat de l'Aveyron.
En 2010, le climat de la commune est de type climat océanique altéré, selon une étude s'appuyant sur une série de données couvrant la période 1971-2000. En 2020, Météo-France publie une typologie des climats de la France métropolitaine dans laquelle la commune est exposée à un climat de montagne et est dans la région climatique Sud-est du Massif Central, caractérisée par une pluviométrie annuelle de 1 000 à 1 500 mm, minimale en été, maximale en automne.
Pour la période 1971-2000, la température annuelle moyenne est de 11,6 °C, avec une amplitude thermique annuelle de 15,7 °C. Le cumul annuel moyen de précipitations est de 1 045 mm, avec 11,2 jours de précipitations en janvier et 6,6 jours en juillet. Pour la période 1991-2020, la température moyenne annuelle observée sur la station météorologique la plus proche, située sur la commune de Montlaur à 12 km à vol d'oiseau, est de 12,5 °C et le cumul annuel moyen de précipitations est de 705,4 mm,. Pour l'avenir, les paramètres climatiques de la commune estimés pour 2050 selon différents scénarios d'émission de gaz à effet de serre sont consultables sur un site dédié publié par Météo-France en novembre 2022.

### Milieux naturels et biodiversité

#### Espaces protégés
La protection réglementaire est le mode d’intervention le plus fort pour préserver des espaces naturels remarquables et leur biodiversité associée.
Dans ce cadre, la commune fait partie d'un espace protégé, le Parc naturel régional des Grands Causses, créé en 1995 et d'une superficie de 327 937 ha, s'étend sur 97 communes. Ce territoire rural habité, reconnu au niveau national pour sa forte valeur patrimoniale et paysagère, s’organise autour d’un projet concerté de développement durable, fondé sur la protection et la valorisation de son patrimoine,,.

#### Zones naturelles d'intérêt écologique, faunistique et floristique

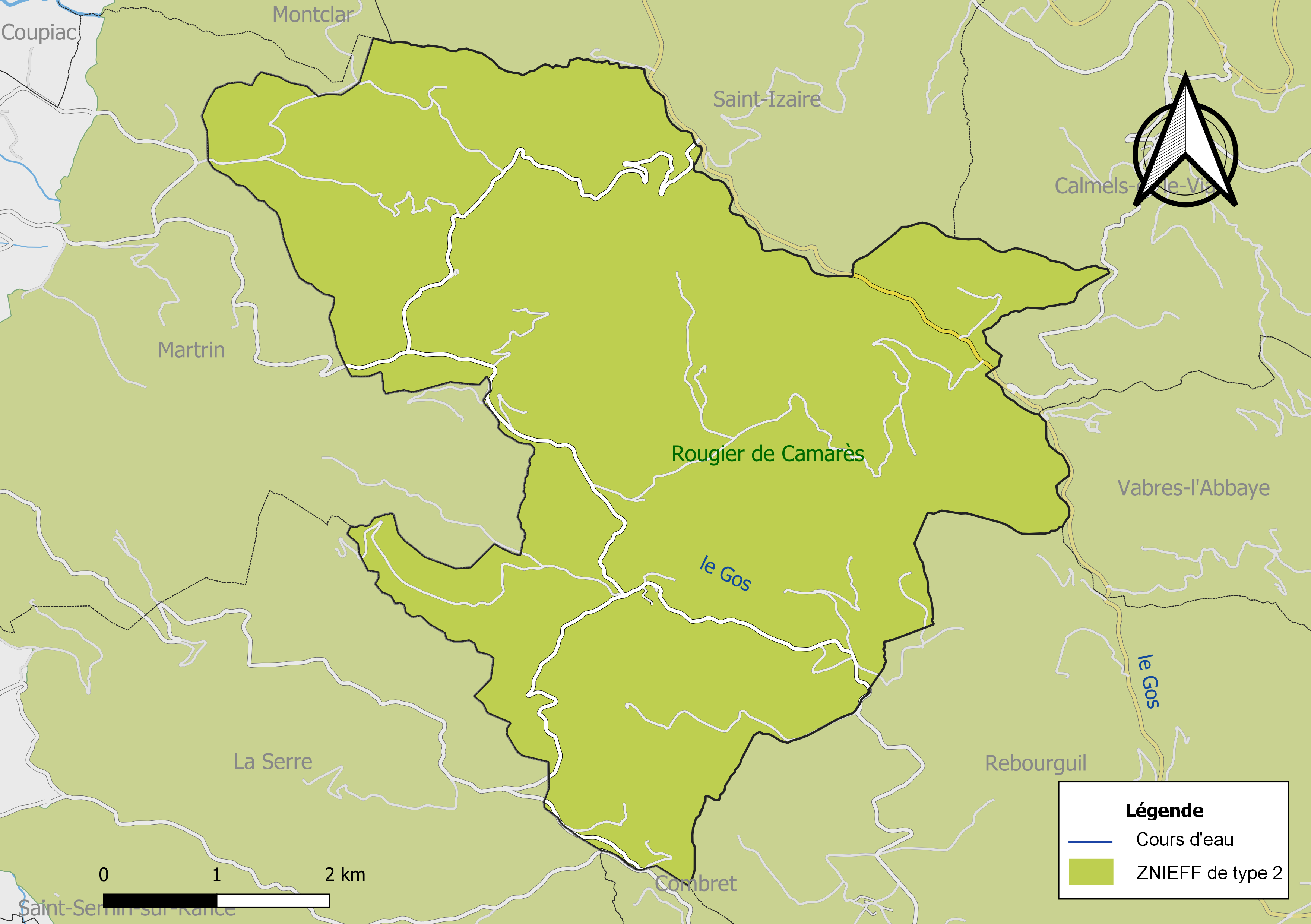
Carte de la ZNIEFF de type 2 localisée sur la commune.

L’inventaire des zones naturelles d'intérêt écologique, faunistique et floristique (ZNIEFF) a pour objectif de réaliser une couverture des zones les plus intéressantes sur le plan écologique, essentiellement dans la perspective d’améliorer la connaissance du patrimoine naturel national et de fournir aux différents décideurs un outil d’aide à la prise en compte de l’environnement dans l’aménagement du territoire.
Le territoire communal de Saint-Juéry comprend une ZNIEFF de type 2,, 
le « Rougier de Camarès » (56 714 ha), qui s'étend sur 33 communes dont 32 dans l'Aveyron et 1 dans l'Hérault.

## Urbanisme

### Typologie
Au 1er janvier 2024, Saint-Juéry est catégorisée commune rurale à habitat très dispersé, selon la nouvelle grille communale de densité à 7 niveaux définie par l'Insee en 2022.
Elle est située hors unité urbaine et hors attraction des villes,.

### Occupation des sols

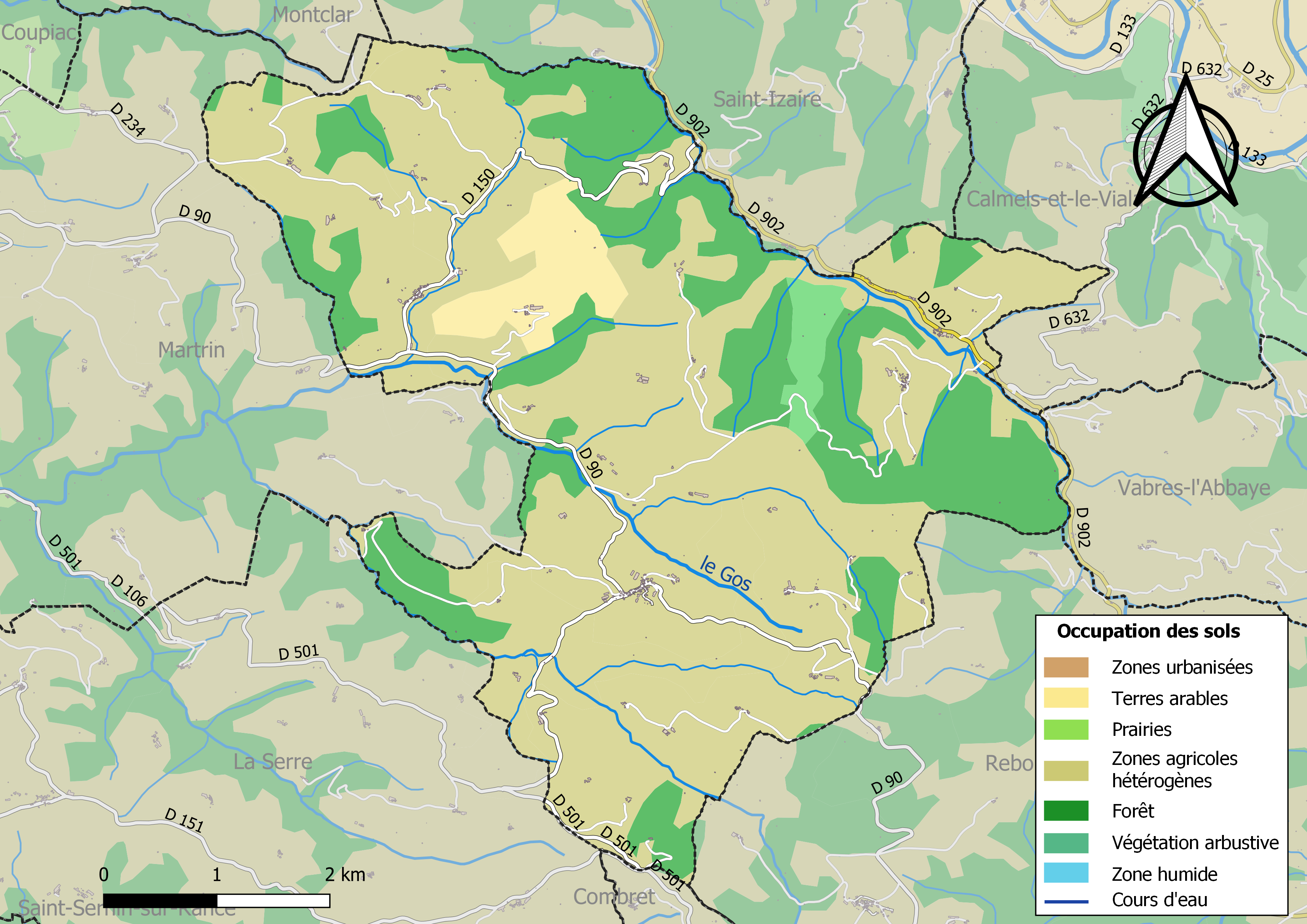
Infrastructures et occupation des sols de la commune de Saint-Juéry.

L'occupation des sols de la commune, telle qu'elle ressort de la base de données européenne d’occupation biophysique des sols Corine Land Cover (CLC), est marquée par l'importance des territoires agricoles (74,2 % en 2018), en augmentation par rapport à 1990 (73 %). La répartition détaillée en 2018 est la suivante : 
zones agricoles hétérogènes (70,1 %), forêts (25,8 %), terres arables (4,1 %).

### Planification
La loi SRU du 13 décembre 2000 a incité fortement les communes à se regrouper au sein d’un établissement public, pour déterminer les partis d’aménagement de l’espace au sein d’un SCoT, un document essentiel d’orientation stratégique des politiques publiques à une grande échelle. La commune est dans le territoire du SCoT du Parc naturel régional des Grands Causses, approuvé le vendredi 7 juillet 2017 par le comité syndical et mis à l’enquête publique en décembre 2019. La structure porteuse est le Pôle d'équilibre territorial et rural du PNR des Grands Causses, qui associe huit communautés de communes, notamment la communauté de communes Saint Affricain, Roquefort, Sept Vallons, dont la commune est membre.
La commune ne disposait pas en 2017 de document d'urbanisme opérationnel et le règlement national d'urbanisme s'appliquait donc pour la délivrance des permis de construire.

### Risques majeurs
Le territoire de la commune de Saint-Juéry est vulnérable à différents aléas naturels : climatiques (hiver exceptionnel ou canicule), feux de forêts et séisme (sismicité très faible).
Il est également exposé à deux risques particuliers, les risques radon et minier,.

#### Risques naturels
Le Plan départemental de protection des forêts contre les incendies découpe le département de l’Aveyron en sept « bassins de risque » et définit une sensibilité des communes à l’aléa feux de forêt (de faible à très forte). La commune est classée en sensibilité forte.
Les mouvements de terrains susceptibles de se produire sur la commune sont liés au retrait-gonflement des argiles, conséquence d'un changement d'humidité des sols argileux. Les argiles sont capables de fixer l'eau disponible mais aussi de la perdre en se rétractant en cas de sécheresse. Ce phénomène peut provoquer des dégâts très importants sur les constructions (fissures, déformations des ouvertures) pouvant rendre inhabitables certains locaux. La carte de zonage de cet aléa peut être consultée sur le site de l'observatoire national des risques naturels Georisques

#### Risques particuliers
La commune est concernée par le risque minier, principalement lié à l’évolution des cavités souterraines laissées à l’abandon et sans entretien après l’exploitation des mines.
Dans plusieurs parties du territoire national, le radon, accumulé dans certains logements ou autres locaux, peut constituer une source significative d’exposition de la population aux rayonnements ionisants. Toutes les communes du département sont concernées par le risque radon à un niveau plus ou moins élevé. Selon le dossier départemental des risques majeurs du département établi en 2013, la commune de Saint-Juéry est classée à risque moyen à élevé. Un décret du 4 juin 2018 a modifié la terminologie du zonage définie dans le code de la santé publique et a été complété par un arrêté du 27 juin 2018 portant délimitation des zones à potentiel radon du territoire français. La commune est désormais en zone 3, à savoir zone à potentiel radon significatif.

## Toponymie
Le nom du lieu est attesté en 1293 sous la forme S. Georgio.
Le nom de la commune viendrait d'une déformation de saint Georges. L'ancien nom de la commune est Saint-Juéry-de-Gors, ou de Cortès, nom tiré des deux rivières de Gos, jadis de Gors, qui traversent la commune.

## Histoire
La seigneurie a appartenu aux familles de Saint-Juéry (12e siècle) et de Jordain de Montlaur (14e siècle). Le dernier seigneur fut Louis de Carbon-Molenier.
Le village d'Ennous, qui est une des trois bourgades de la commune de Saint-Juéry, était un village fortifié. Le seigneur était celui de Brousse, soit la famille d'Arpajon, puis celle de Grandsaigne. Le dernier prieur d'Ennous fut Jean Louis Cœurveillé (1750-1829), poète de langue d'oc.
La commune est créée le 12 février 1832, en étant séparée de celle de Saint-Sernin-sur-Rance. Les communes d'Ennous et de Farret fusionnent avec Saint-Juéry en 1833.

## Politique et administration

### Découpage territorial
La commune de Saint-Juéry est membre de la communauté de communes Saint Affricain, Roquefort, Sept Vallons, un établissement public de coopération intercommunale (EPCI) à fiscalité propre créé le 1er janvier 2017 dont le siège est à Vabres-l'Abbaye. Ce dernier est par ailleurs membre d'autres groupements intercommunaux.
Sur le plan administratif, elle est rattachée à l'arrondissement de Millau, au département de l'Aveyron et à la région Occitanie. Sur le plan électoral, elle dépend du  canton des Causses-Rougiers pour l'élection des conseillers départementaux, depuis le redécoupage cantonal de 2014 entré en vigueur en 2015, et de la troisième circonscription de l'Aveyron  pour les élections législatives, depuis le dernier découpage électoral de 2010.

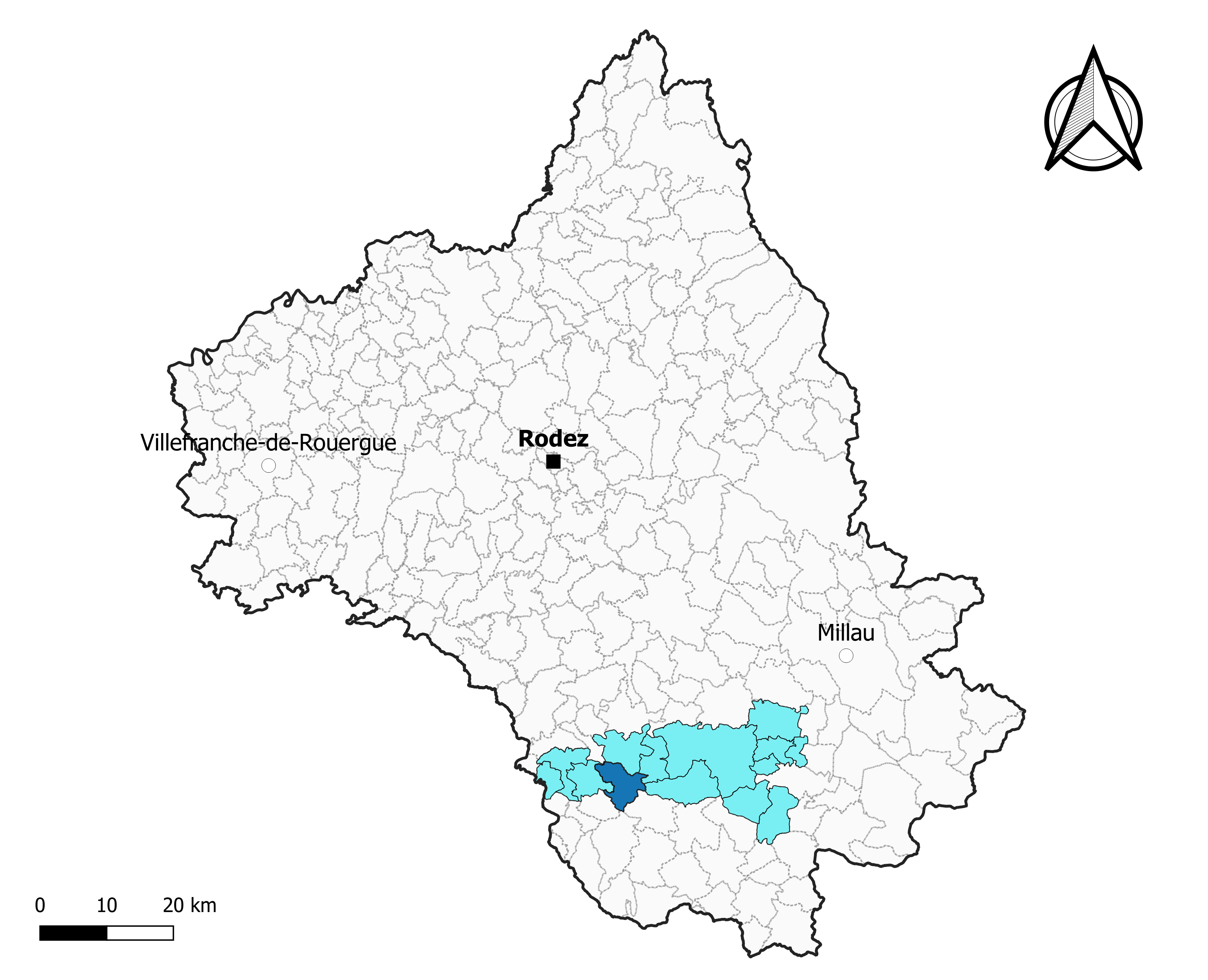
Saint-Juéry dans l'intercommunalité en 2020.
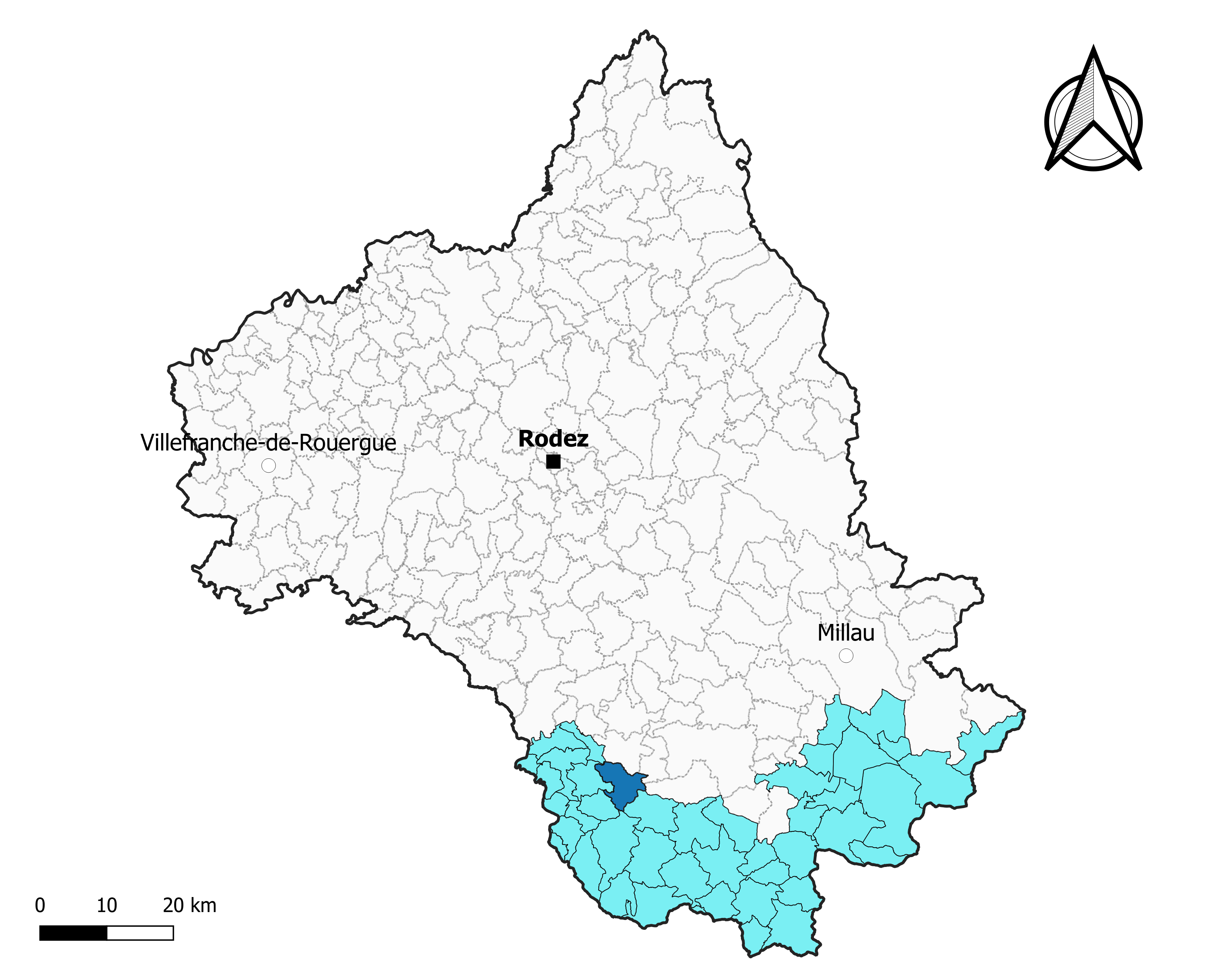
Saint-Juéry dans le canton des Causses-Rougiers en 2020.
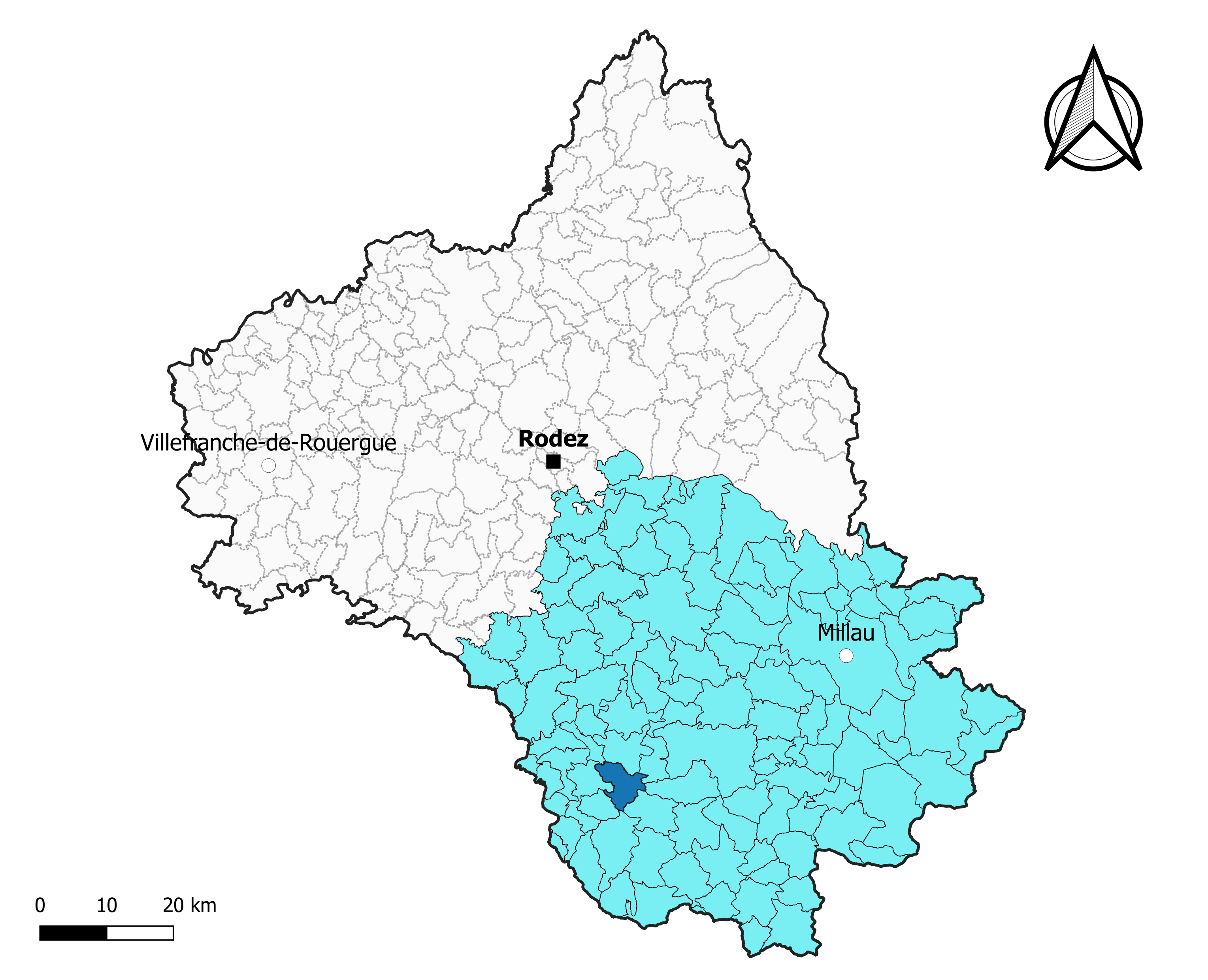
Saint-Juéry dans l'arrondissement de Millau en 2020.

### Élections municipales et communautaires

#### Élections de 2020
Le conseil municipal de Saint-Juéry, commune de moins de 1 000 habitants, est élu au scrutin majoritaire plurinominal à deux tours avec candidatures isolées ou groupées et possibilité de panachage. Compte tenu de la population communale, le nombre de sièges à pourvoir lors des élections municipales de 2020 est de 11. La totalité des onze candidats en lice est élue dès le premier tour, le 15 mars 2020, avec un taux de participation de 79,34 %.
Thierry Roques est élu nouveau maire de la commune le 28 mai 2020.
Dans les communes de moins de 1 000 habitants, les conseillers communautaires sont désignés parmi les conseillers municipaux élus en suivant l’ordre du tableau (maire, adjoints puis conseillers municipaux) et dans la limite du nombre de sièges attribués à la commune au sein du conseil communautaire. Un siège est attribué à la commune au sein de la communauté de communes Saint Affricain, Roquefort, Sept Vallons.

#### Liste des maires
| Période                                  | Période  | Identité        | Étiquette | Qualité     |
| ---------------------------------------- | -------- | --------------- | --------- | ----------- |
| Les données manquantes sont à compléter. |          |                 |           |             |
|                                          |          |                 |           |             |
|                                          | 1977     | Abel Barthélemy |           |             |
| 1977                                     | 1983     | Louis Tarrisse  |           | Agriculteur |
| 1983                                     | 2008     | Gaston Roques   |           | Agriculteur |
| 2008                                     | mai 2020 | Christian Font  | DVD       | Professeur  |
| mai 2020                                 | En cours | Thierry Roques  |           |             |

## Démographie
L'évolution du nombre d'habitants est connue à travers les recensements de la population effectués dans la commune depuis 1793. Pour les communes de moins de 10 000 habitants, une enquête de recensement portant sur toute la population est réalisée tous les cinq ans, les populations de référence des années intermédiaires étant quant à elles estimées par interpolation ou extrapolation. Pour la commune, le premier recensement exhaustif entrant dans le cadre du nouveau dispositif a été réalisé en 2008.

En 2022, la commune comptait 276 habitants, en évolution de −2,82 % par rapport à 2016 (Aveyron : +0,37 %, France hors Mayotte : +2,11 %).
| 1793 | 1800 | 1836 | 1841 | 1846 | 1851 | 1856 | 1861 | 1866 |
| ---- | ---- | ---- | ---- | ---- | ---- | ---- | ---- | ---- |
| 301  | 251  | 868  | 874  | 940  | 853  | 930  | 934  | 782  |

| 1872 | 1876 | 1881 | 1886 | 1891 | 1896 | 1901 | 1906 | 1911 |
| ---- | ---- | ---- | ---- | ---- | ---- | ---- | ---- | ---- |
| 962  | 952  | 956  | 983  | 910  | 900  | 849  | 846  | 853  |

| 1921 | 1926 | 1931 | 1936 | 1946 | 1954 | 1962 | 1968 | 1975 |
| ---- | ---- | ---- | ---- | ---- | ---- | ---- | ---- | ---- |
| 653  | 662  | 578  | 579  | 542  | 469  | 452  | 396  | 356  |

| 1982 | 1990 | 1999 | 2006 | 2008 | 2013 | 2018 | 2022 | - |
| ---- | ---- | ---- | ---- | ---- | ---- | ---- | ---- | - |
| 322  | 290  | 257  | 231  | 224  | 272  | 289  | 276  | - |

## Économie

### Revenus
En 2018  (données Insee publiées en septembre 2021), la commune compte 107 ménages fiscaux, regroupant 245 personnes. La médiane du revenu disponible par unité de consommation est de 16 960 € (20 640 € dans le département).

### Emploi
| Division       | 2008  | 2013  | 2018   |
| -------------- | ----- | ----- | ------ |
| Commune        | 2,3 % | 4,8 % | 13,6 % |
| Département    | 5,4 % | 7,1 % | 7,1 %  |
| France entière | 8,3 % | 10 %  | 10 %   |

En 2018, la population âgée de 15 à 64 ans s'élève à 169 personnes, parmi lesquelles on compte 75,1 % d'actifs (61,5 % ayant un emploi et 13,6 % de chômeurs) et 24,9 % d'inactifs,. En  2018, le taux de chômage communal (au sens du recensement) des 15-64 ans est supérieur à celui du département et de la France, alors qu'en 2008 la situation était inverse.
La commune est hors attraction des villes,. Elle compte 69 emplois en 2018, contre 72 en 2013 et 69 en 2008. Le nombre d'actifs ayant un emploi résidant dans la commune est de 106, soit un indicateur de concentration d'emploi de 65 % et un taux d'activité parmi les 15 ans ou plus de 51,4 %.
Sur ces 106 actifs de 15 ans ou plus ayant un emploi, 61 travaillent dans la commune, soit 58 % des habitants. Pour se rendre au travail, 59,4 % des habitants utilisent un véhicule personnel ou de fonction à quatre roues, 0,9 % les transports en commun, 33,9 % s'y rendent en deux-roues, à vélo ou à pied et 5,7 % n'ont pas besoin de transport (travail au domicile).

### Activités hors agriculture
12 établissements sont implantés  à Saint-Juéry au 31 décembre 2019.
Le secteur de l'industrie manufacturière, des industries extractives et autres est prépondérant sur la commune puisqu'il représente 33,3 % du nombre total d'établissements de la commune (4 sur les 12 entreprises implantées  à Saint-Juéry), contre 17,7 % au niveau départemental.

### Agriculture
La commune est dans les Monts de Lacaune, une petite région agricole occupant le sud du département de l'Aveyron. En 2020, l'orientation technico-économique de l'agriculture  sur la commune est l'élevage d'ovins ou de caprins.
|               | 1988  | 2000  | 2010  | 2020  |
| ------------- | ----- | ----- | ----- | ----- |
| Exploitations | 40    | 33    | 27    | 25    |
| SAU (ha)      | 1 862 | 1 964 | 1 916 | 1 873 |

Le nombre d'exploitations agricoles en activité et ayant leur siège dans la commune est passé de 40 lors du recensement agricole de 1988  à 33 en 2000 puis à 27 en 2010 et enfin à 25 en 2020, soit une baisse de 37 % en 32 ans. Le même mouvement est observé à l'échelle du département qui a perdu pendant cette période 51 % de ses exploitations,. La surface agricole utilisée sur la commune a quant à elle augmenté, passant de 1 862 ha en 1988 à 1 873 ha en 2020. Parallèlement la surface agricole utilisée moyenne par exploitation a augmenté, passant de 47 à 75 ha.

## Culture locale et patrimoine

### Lieux et monuments
- Château de Saint-Juéry du XVIe siècle.
- Église Saint-Georges de Saint-Juéry.
- Ancienne église (ou chapelle) Saint-Georges de Saint-Juéry, entourée du cimetière. La nef et le clocher dateraient du XIIe siècle et la toiture du clocher a été refaite après le foudroiement vers 1930 de sa flèche[52].
- Église Saint-Gilles de Farret.
- Église Saint-Michel d'Ennous. L'édifice a été bâtie en 1896.
- Croix de Saint-Marc, monolithe du XVe ou XVIe siècle, à l'entrée sud du cimetière[52]. Elle est sculptée des deux côtés par de nombreux bas-reliefs. À l'avers, le Christ en croix est entouré du lion de saint Marc, du taureau de saint Luc, de l'aigle de saint Jean et de l'ange de saint Matthieu, mais aussi de la Vierge Marie et de saint Jean[53]. Au revers, autour de la Vierge à l'Enfant sont représentés saint Georges terrassant le dragon, la fille du roi qui devait être livrée au dragon, ainsi que trois anges[53].
- Ennous : ancien bourg fortifié ; le bourg avait alors des portes (des quatre tours, seul restait le clocher). D'anciennes douves appelées « battut » ou « bàtut » sont présentes dans le bourg. L’étymologie du mot, son origine et son histoire laissent place à de nombreuses interrogations.

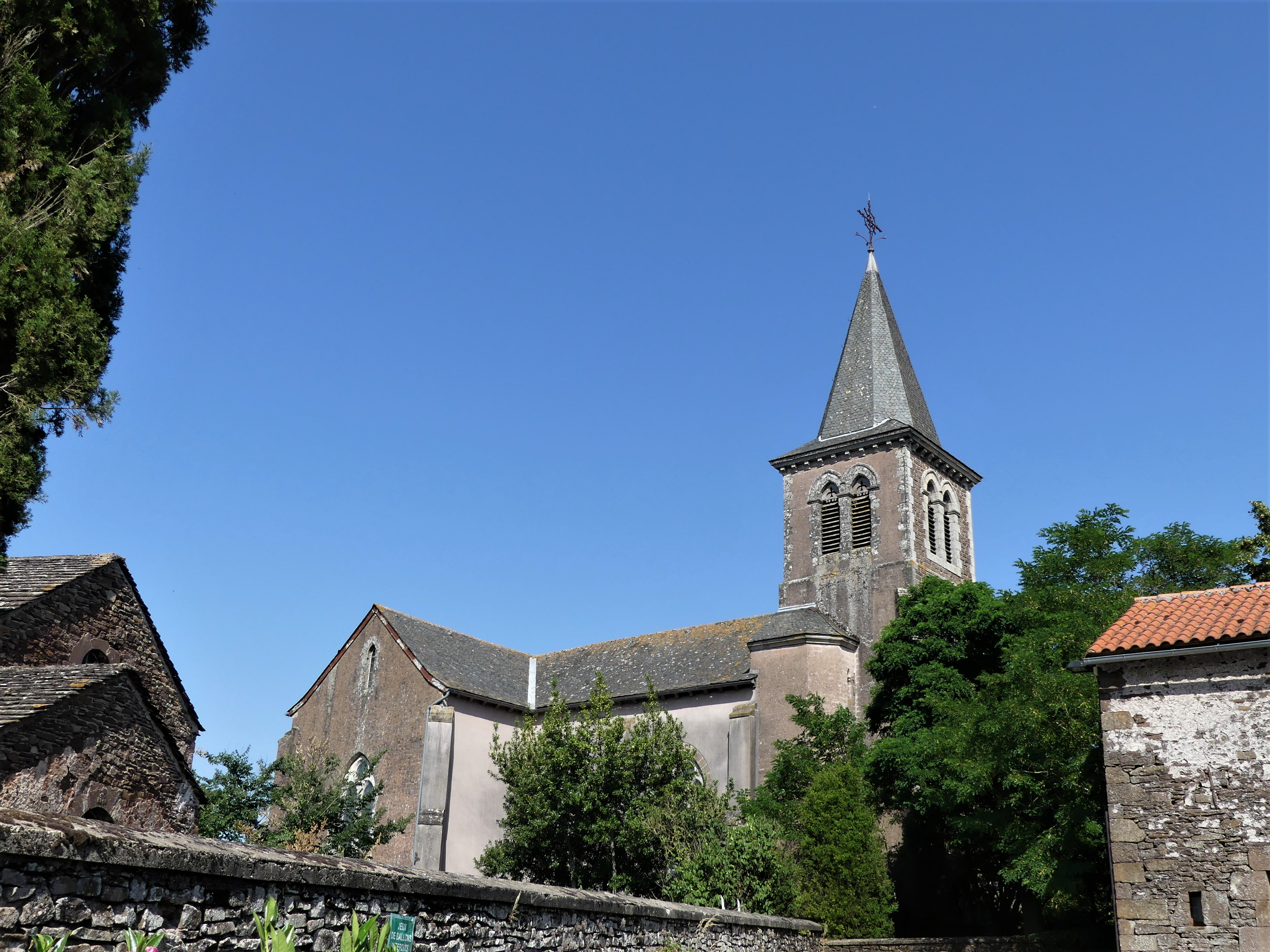
L'actuelle église Saint-Georges.
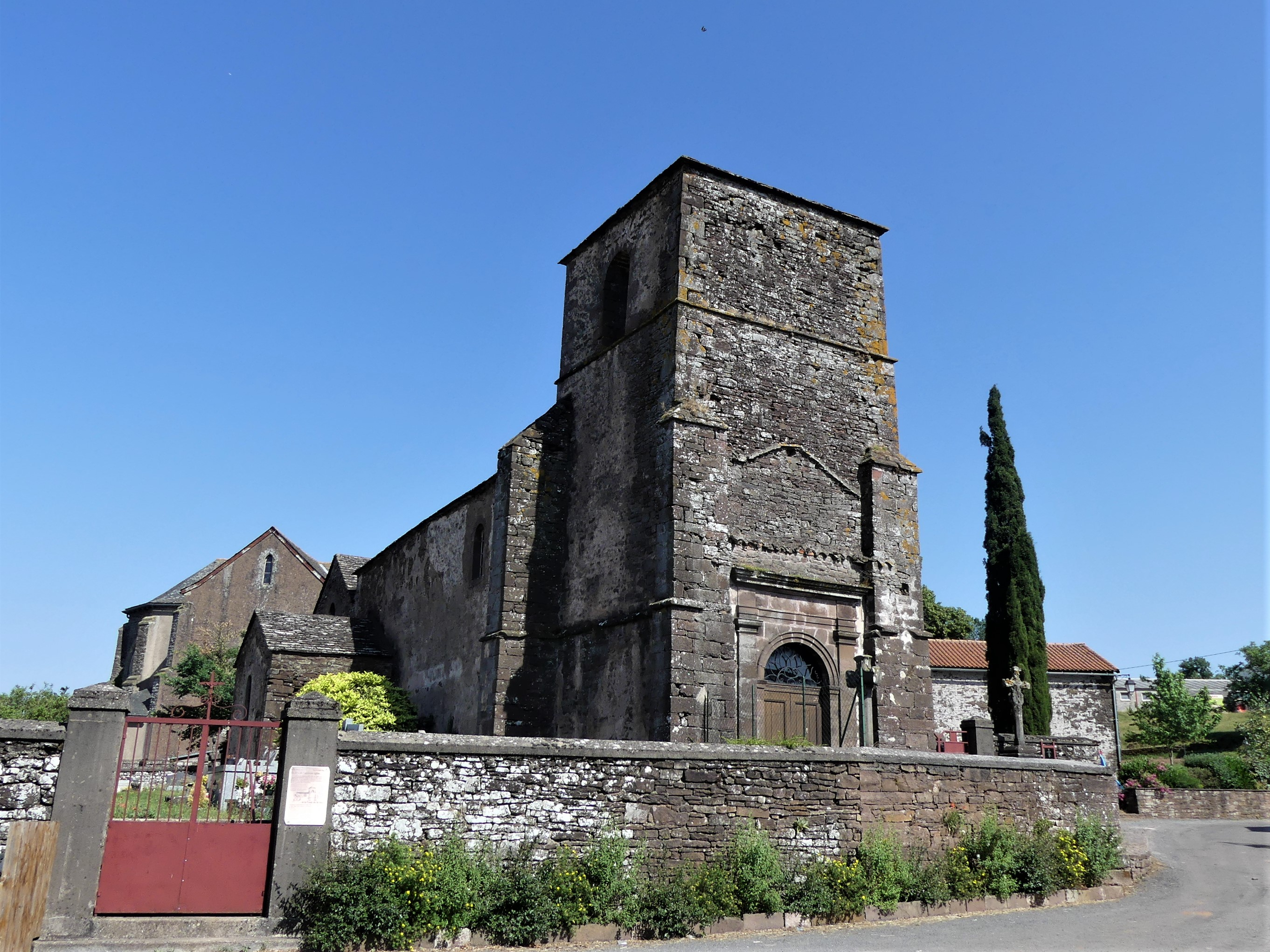
L'ancienne église Saint-Georges.
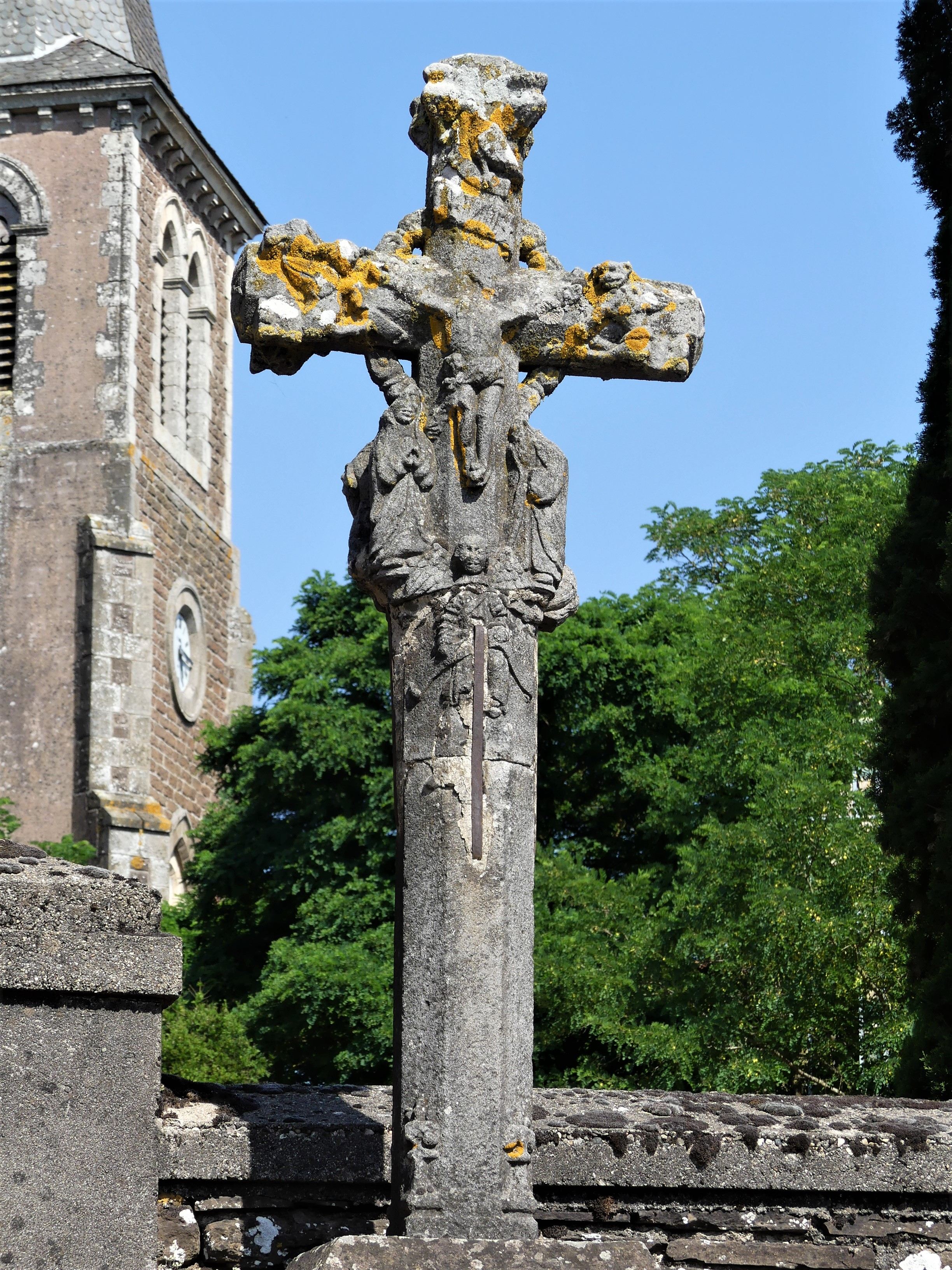
La croix de Saint-Marc.
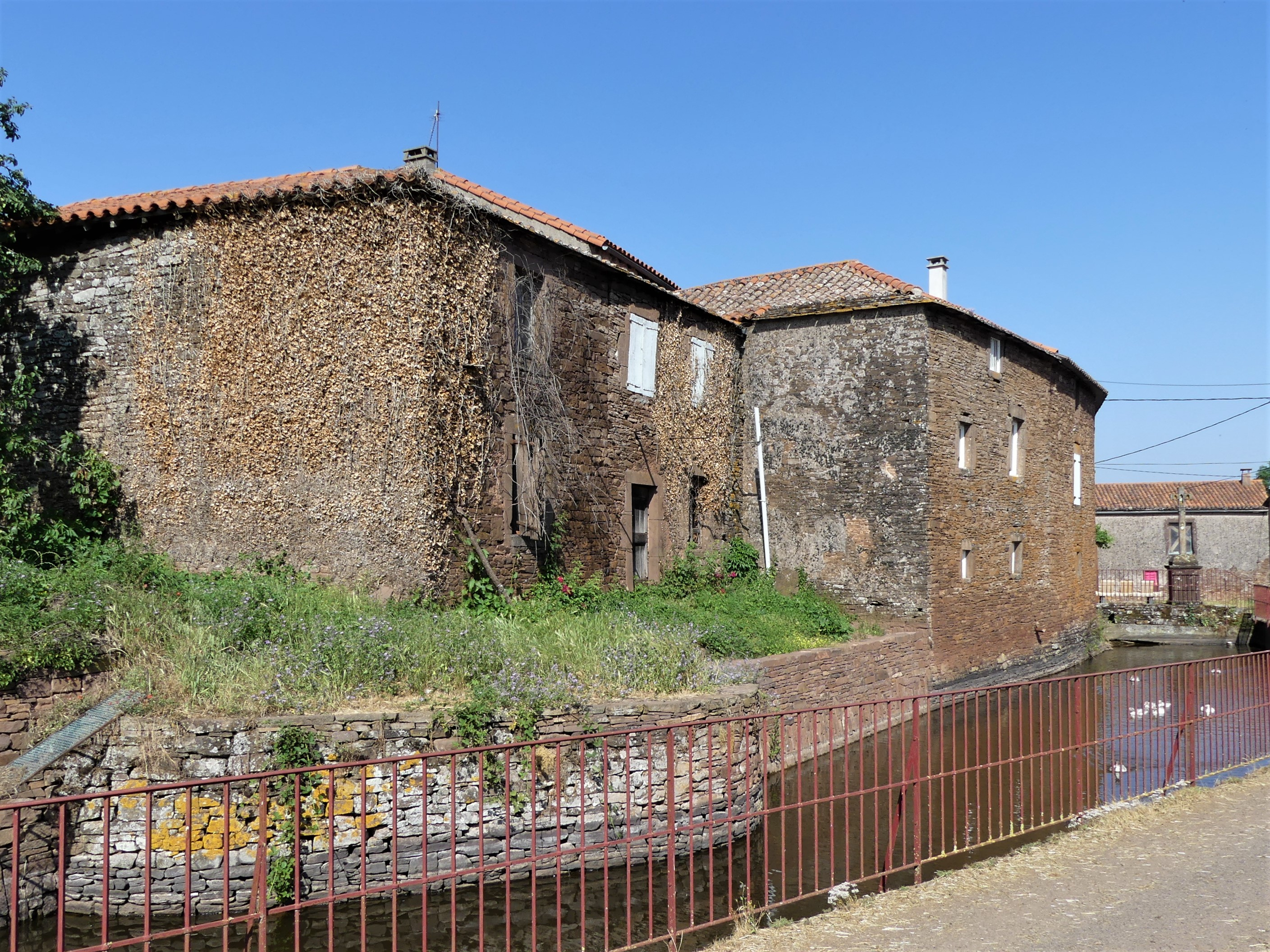
Le « bàtut d'Ennous.
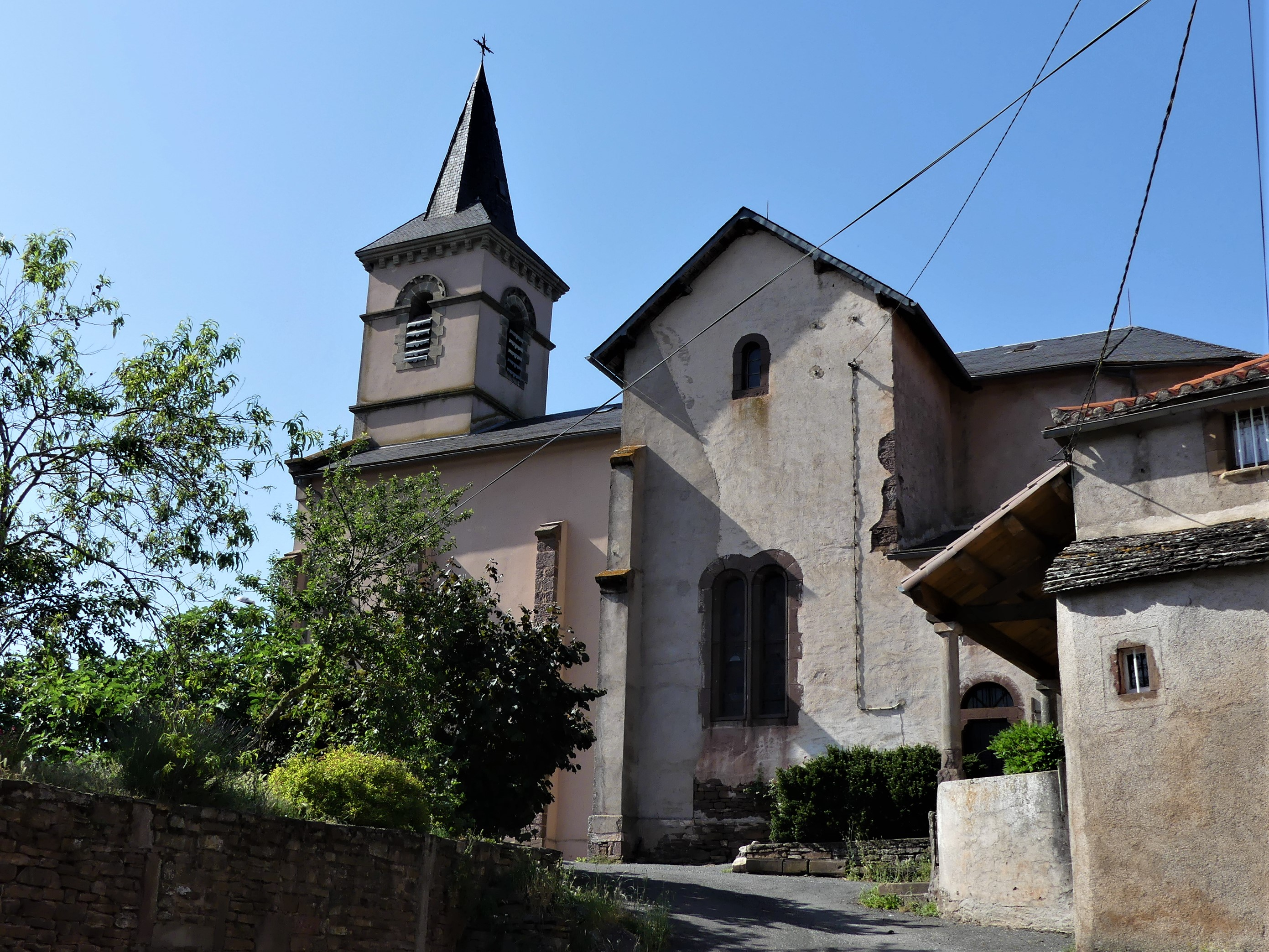
L'église Saint-Michel d'Ennous.
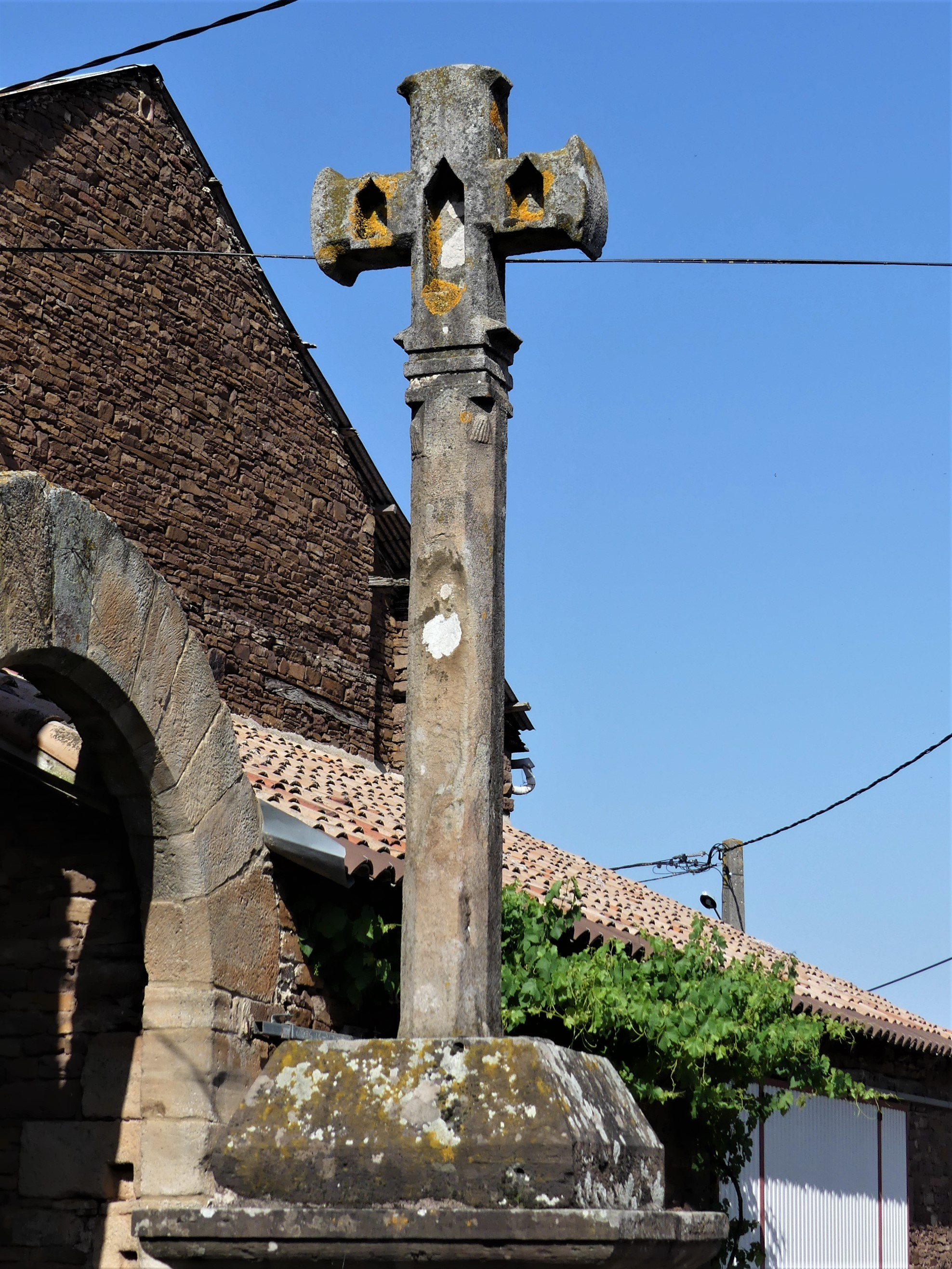
La croix d'Ennous.
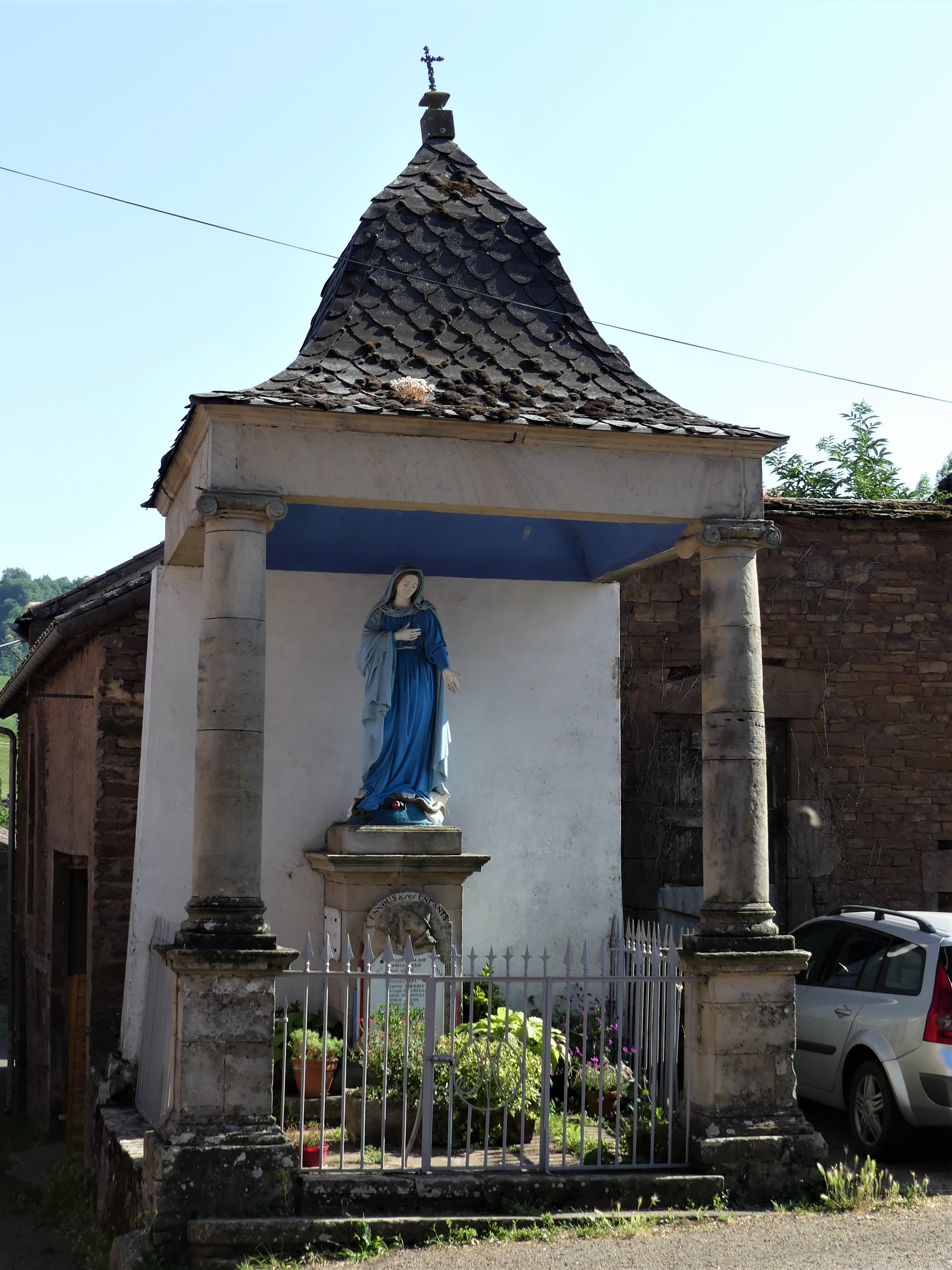
Le monument aux morts d'Ennous.

### Personnalités liées à la commune
- Jean-André Soulié (1858-1905) est un missionnaire et botaniste né à Saint-Juéry[54].